# Tadeusz Huciński
Tadeusz Huciński (ur. 23 stycznia 1949 w Bytomiu, zm. 4 marca 2021 w Gdańsku) – polski trener i teoretyk koszykówki, trener reprezentacji Polski seniorek, zdobywca tytułu mistrza Polski z Wartą Gdynia (1996), rektor AWFiS w Gdańsku (2008–2010).

## Życiorys

### Działalność trenerska
W czasie nauki w IV Liceum Ogólnokształcącym im. Bolesława Chrobrego w Bytomiu zdobył brązowy medal szkolnych mistrzostw Polski. Po ukończeniu szkoły średniej w 1968 studiował krótko na Wydziale Chemii Politechniki Śląskiej, a ostatecznie w 1975 ukończył studia na Wyższej Szkole Wychowania Fizycznego w Katowicach. W czasie studiów był zawodnikiem zespołów Start Bytom, AZS Gliwice i AZS Katowice. W 1975 zdobył uprawnienia trenerskie.
Od 1975 był trenerem żeńskiej drużyny AZS Katowice, występującej w II lidze i wprowadził ją następnie do I ligi. Był także asystentem trenera Ryszarda Patyny w męskiej drużynie Baildonu Katowice i w tym charakterze wywalczył awans do ekstraklasy w sezonie 1976/1977. Jego drużyna nie utrzymała się jednak w pierwszej lidze w sezonie 1977/1978. Jako pierwszy trener prowadził Baildon pod koniec lat 70. na szczeblu drugoligowym.
W 1979 został asystentem trenera Ludwika Miętty-Mikołajewicza w reprezentacji Polski seniorek. W tej roli brał udział w 256 spotkaniach reprezentacji Polski, w tym na mistrzostwach Europy w 1979 i 1980, kiedy polska drużyna zdobyła wicemistrzostwo Europy, a także na mistrzostwach Europy w 1983 (7 miejsce), 1985 (6 miejsce) i 1987 (10 miejsce). Od 1982 pracę z reprezentacją łączył z prowadzeniem żeńskiego zespołu Spójni Gdańsk. Z gdańskim klubem zdobył brązowy medal mistrzostw Polski w 1986 i wicemistrzostwo Polski w 1989, a jego najlepszą zawodniczką była Małgorzata Czerlonko.
W 1989 został I trenerem reprezentacji Polski seniorek i zrezygnował z pracy w Spójni. Poprowadził polską drużynę na mistrzostwach Europy w 1991 (6 miejsce) i 1993 (5 miejsce) oraz mistrzostwach świata w 1994 (13 miejsce). Ponadto w 1993 zdobył z reprezentacją Polski juniorek brązowy medal mistrzostw świata. W maju 1996 Polski Związek Koszykówki postanowił nie przedłużać kończącej się umowy z trenerem. Łącznie jako pierwszy trener prowadził polską reprezentację seniorek w 138 oficjalnych spotkaniach.
Od 1993 prowadził równocześnie sukcesora Spójni – żeńską drużyną Bałtyku Gdynia, która następnie występowała pod nazwami Warta Gdynia i Fota Gdynia. Z gdyńską drużyną zdobył brązowy medal mistrzostw Polski w 1995, mistrzostwo Polski w 1996 i brązowy medal mistrzostw Polski w 1997. Odszedł z Foty po sezonie 1996/1997 i prowadził zespoły męskie – Komfort Stargard Szczeciński (część sezonu 1997/1998) i II-ligowy Pakmet (od 2000) Polpharmę Starogard Gdański (1997–2002).

### Praca naukowa i społeczna
W latach 1975–1982 był pracownikiem naukowym AWF w Katowicach. Pracę doktorską obronił w 1984. Od 1985 był pracownikiem AWF w Gdańsku, m.in. kierował Katedrą Zespołowych Gier Sportowych i Sportów Walki. Habilitował się w 1994 na Państwowym Uniwersytecie Kultury Fizycznej, Sportu i Zdrowia im. P.F. Lesgafta w St. Petersburgu. Od 1994 do 2008 był członkiem władz Europejskiego Stowarzyszenia Trenerów. W latach 2000–2004 był wiceprezesem Polskiego Związku Koszykówki. W latach 2000–2001 był prezesem Stowarzyszenia Trenerów i Instruktorów w Polsce. W 2008 wybrano go rektorem Akademii Wychowania Fizycznego i Sportu w Gdańsku. Został odwołany z tej funkcji w 2010 przez min. Barbarę Kudrycką. W 2011 decyzję tę uchylił jednak Wojewódzki Sąd Administracyjny w Warszawie, a kasacja od orzeczenia została oddalona w 2012. T. Huciński nie powrócił jednak do pracy w Gdańsku. Był pracownikiem naukowym Politechniki Koszalińskiej i Wyższej Szkoły Przedsiębiorczości w Toruniu. 15 lutego 2014 został członkiem rady programowej partii Prawo i Sprawiedliwość.
W 2008 został odznaczony Krzyżem Kawalerskim Orderu Odrodzenia Polski (Monitor Polski Nr 29, poz. 411 z 2009).